# Evangelho de Marcião

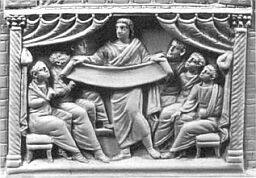
Marcião implantando seu cânone

O Evangelho de Marcião, chamado por seus seguidores de Evangelho do Senhor, foi um texto utilizado na metade do século II d.C. pelo professor cristão e herege Marcião. O que se pôde reconstruir dele aparece agora entre os apócrifos do Novo Testamento. Foram muitos os apologistas católicos romanos que escreveram tratados a combater Marcião após a sua morte, como o do notório tratado de Tertuliano, Contra Marcião, a partir do qual foi possível reconstruir quase todo o "Evangelho do Senhor" de Marcião.
Marcião, que é conhecido apenas através de seus críticos, foi considerado herético por suas doutrinas, pelo que foi excomungado, mas curiosamente esta sua separação entre  Antigo e Novo testamento, será posteriormente adoptada pela igreja e utilizada a partir de Tertuliano

## Relação com o Evangelho de Lucas
Há duas possíveis relações entre o Evangelho de Marcião e o Evangelho de Lucas.

### Marcião como um revisionista de Lucas
Os Padres da Igreja escreveram, e a maioria dos estudiosos modernos concorda, que Marcião editou Lucas para que se conformasse com a sua teologia, o marcionismo. O autor do século II Tertuliano escreveu que Marcião "...expurgou [do Evangelho de Lucas] todas as coisas que se opunham ao seu ponto de vista... mas manteve todas as que estavam em acordo com a sua opinião". Este ponto de vista é consistente com a forma como ele alterou outros livros em seu reduzido cânon, como nas epístolas paulinas, e parece provável uma vez que o Evangelho de Lucas já estava completo no tempo de Marcião.
Neste evangelho, Marcião eliminou os dois primeiros capítulos sobre a natividade de Jesus, começando já em Cafarnaum, e fez modificações no resto conforme o marcionismo. As diferenças entre os textos abaixo iluminam o ponto de vista marcionista de que, primeiro, Jesus não seguiu os profetas e, segundo, que a terra é maligna.
| Lucas | Marcião |
| --- | --- |
| «Disse-lhes Jesus: Ó néscios, e tardos de coração para crerdes em tudo o que os profetas disseram!» (Lucas 24:25)              | Disse-lhes Jesus: Ó néscios, e tardos de coração para crerdes em tudo o que eu disse!                           |
| «Começaram a acusá-lo, dizendo: Achamos este homem pervertendo a nossa nação...» (Lucas 23:2)                                  | Começaram a acusá-lo, dizendo: Achamos este homem pervertendo a nossa nação...e destruindo a Lei e os Profetas. |
| «Naquela hora exultou Jesus no Espírito Santo, e exclamou: Graças te dou a ti, Pai, Senhor do céu e da terra...» (Lucas 10:21) | Naquela hora exultou Jesus no Espírito Santo, e exclamou: Graças te dou a ti, Pai, Senhor Celestial...          |

### Marcião sendo anterior à Lucas
Em 1881, Charles B Waite sugeriu que o Evangelho de Marcião poderia ter precedido o de Lucas. John Knox (não o famoso reformador escocês John Knox), em Marcion and the New Testament, também defende esta hipótese. Como exemplo de uma evidência que poderia apoiar este ponto de vista, compare Lucas 5:39 - onde se afirma que o velho é melhor - com Lucas 5:36–38 - que afirma o inverso. No livro de 2006, "Marcion and Luke-Acts: a defining struggle", Joseph B. Tyson defende que não apenas Lucas, mas também os Atos dos Apóstolos seriam uma resposta à Marcião ao invés de o Evangelho de Marcião ser uma montagem sobre o de Lucas.

## Justificativas
O teólogo Adolf von Harnack - em acordo com a visão tradicional de Marcião como um revisionista - discute as razões destas alterações em Lucas. De acordo com ele, Marcião acreditava que só poderia haver um único evangelho verdadeiro, sendo todos os demais falsificações feitas por elementos pró-judaicos, determinados a manter a veneração a YHWH. Além disso, ele acreditava que o verdadeiro evangelho fora dado diretamente a Paulo pelo próprio Cristo, mas foi depois corrompido por estes mesmos elementos, que também corromperam as epístolas paulinas. Ele entendia que a atribuição deste evangelho a "Lucas" como sendo outra falsificação. Marcião, portanto, iniciou o que ele entendia como uma restauração do evangelho original como fora dado a Paulo.
Von Harnack escreveu:
| “ | Para esta missão, ele não recorreu à revelação divina, a nenhuma instrução especial e nem a nenhuma ajuda pneumática [...] Daí decorre imediatamente que para a sua purificação do texto - e geralmente se esquece isto - ele não alegou, e nem poderia, certeza absoluta. | ” |
|   | — Marcion: The Gospel of the Alien God, Adolf von Harnack. |   |